# Terence Kongolo
Terence Kongolo (* 14. Februar 1994 in Freiburg im Üechtland, Schweiz) ist ein niederländischer Fußballspieler, der vorrangig auf der Position des Innenverteidigers eingesetzt wird und seit 2024 beim niederländischen Verein NAC Breda unter Vertrag steht.

## Karriere

### Verein

#### Feyenoord Rotterdam
Kongolo debütierte in der Saison 2011/12 bei Feyenoord Rotterdam im Profibereich, nachdem er bereits im Alter von acht Jahren in der Jugend des Vereins aktiv gewesen war. In den kommenden Spielzeiten etablierte er sich als Stammspieler in der Defensive von Feyenoord und wurde durch den Gewinn des KNVB-Pokal 2015/16 niederländischer Pokalsieger. Der in der Startelf stehende Kongolo besiegte mit seiner Mannschaft im Finale den FC Utrecht mit 2:1 und sicherte sich damit den ersten Pokalsieg seit 2008. Den größten Erfolg in der nationalen Meisterschaft erreichte er mit seinem Team in der Eredivisie 2016/17 als Feyenoord Rotterdam erstmals seit der Saison 1998/99 wieder niederländischer Meister wurde.

#### Über Monaco nach Huddersfield
Zur Saison 2017/18 wechselte Kongolo in die französische Ligue 1 zur AS Monaco. Nachdem er nur auf drei Ligaeinsätze gekommen war, wechselte er am 2. Januar 2018 zunächst auf Leihbasis bis zum Saisonende in die Premier League zu Huddersfield Town. Unter dem Trainer David Wagner kam er in 13 Ligaspielen zum Einsatz und erreichte mit dem Aufsteiger den Klassenerhalt. Zur Saison 2018/19 erwarb Huddersfield Town schließlich für eine klubinterne Rekordablösesumme die Transferrechte an Kongolo und stattete ihn mit einem Vertrag mit einer Laufzeit bis zum 30. Juni 2022 aus. Kongolo bestritt 32 Ligaspiele und erzielte dabei einen Treffer. Huddersfield Town stieg jedoch am Saisonende als Tabellenletzter wieder in die zweite Liga ab.

#### FC Fulham
Mitte Januar 2020 wechselte Kongolo bis zum Ende der Saison 2019/20 auf Leihbasis zum Ligakonkurrenten FC Fulham. Er zog sich jedoch knapp einen Monat später einen Fußbruch zu und konnte daher bis zum Saisonende nur einen Einsatz zum Aufstieg in die Premier League beitragen.
Zur Sommervorbereitung 2020 kehrte Kongolo zunächst zu Huddersfield Town zurück. Mitte Oktober 2020 kehrte er zum FC Fulham zurück und unterschrieb einen Vertrag bis zum 30. Juni 2024. Aufgrund diverser Verletzungen kam der Verteidiger in der Saison 2020/21 nur zu einem Premier-League-Einsatz und stieg mit seiner Mannschaft wieder in die Championship ab. In der Saison 2021/22 kam er dann verletzungsbedingt nie zum Einsatz, die Londoner schafften ohne ihn den Wiederaufstieg. Im September 2022 wurde er nach Frankreich an den Zweitligisten Le Havre AC verliehen. Für Le Havre absolvierte er 14 Partien in der Ligue 2, mit dem Team stieg er in die Ligue 1 auf.
Zur Saison 2023/24 kehrte er zunächst wieder zu Fulham zurück, ehe er im September 2023 an den österreichischen Bundesligisten SK Rapid Wien verliehen wurde. Während der Leihe kam er zu zwölf Einsätzen in der Bundesliga.

#### NAC Breda
Im Sommer 2024 wechselte Kongolo ablösefrei zu NAC Breda.

### In der Nationalmannschaft
Am 17. Mai 2014 debütierte er für die niederländische A-Nationalmannschaft in einem Freundschaftsspiel gegen Ecuador. Sein erster Einsatz in einem Pflichtspiel für die Niederlande war am 23. Juni 2014 im Spiel gegen Chile bei der WM 2014, in dem er in der 89. Minute eingewechselt wurde.

## Erfolge
Feyenoord Rotterdam
- Niederländischer Pokalsieger: 2016
- Niederländischer Meister: 2017

Nationalmannschaft
- U17-Europameister: 2011

## Persönliches
Terence Kongolos jüngerer Bruder Rodney ist ebenfalls professioneller Fußballspieler und spielt derzeit bei Roda JC Kerkrade in der niederländischen zweiten Liga.